# Pachyneuria
Pachyneuria este un gen de fluturi din familia Hesperiidae. Speciile sunt întâlnite din Mexic până în America de Sud.

## Specii
Listate alfabetic.
- Pachyneuria damon (Bell, 1937)
- Pachyneuria duidae (Bell, 1932)
- Pachyneuria helena (Hayward, 1939)
- Pachyneuria herophile (Hayward, 1940)
- Pachyneuria inops (Mabille, 1877)
- Pachyneuria jaguar Evans, 1953
- Pachyneuria licisca (Plötz, 1882)
- Pachyneuria lineatopunctata (Mabille & Boullet, 1917)
- Pachyneuria lista Evans, 1953
- Pachyneuria milleri Steinhauser, 1989
- Pachyneuria obscura Mabille, 1888